# Déficit immunitaire combiné sévère
 Mise en garde médicale
Le déficit immunitaire combiné sévère (DICS) est un syndrome caractérisant un groupe de maladies héréditaires rares caractérisées par une anomalie des lymphocytes T et B. 
Ces maladies peuvent présenter une diversité de symptômes cliniques. Les DICS provoquent une défaillance de la production d'anticorps, un mécanisme de la réponse immunitaire, en affectant soit directement les lymphocytes B, soit en perturbant leur activation via des lymphocytes T auxiliaires non-fonctionnels. 
La mutation d'un seul des nombreux gènes pouvant causer ce trouble provoque donc une défaillance des deux "bras armés" (lymphocytes B et T) de la réponse immunitaire adaptative. Les DICS rassemblent les formes les plus sévères de déficit immunitaire primitif. Le système immunitaire est tellement défectueux qu'il peut être considéré comme inexistant. Au moins neuf gènes dont la mutation provoque une forme de DICS ont été identifiés.
Les victimes de ce syndrome sont contraintes de vivre dans un environnement stérile, parfois toute leur vie, car elles sont extrêmement vulnérables aux infections. Pour cette raison, cette maladie est parfois surnommée maladie des bébés-bulles. Les patients développent souvent des infections bactériennes, virales ou fongiques très tôt dans leur vie et présentent souvent des maladies pulmonaires, des diarrhées chroniques et un retard de croissance. Otites, pneumonies à pneumocystis récurrentes, ou encore candidoses buccales étendues sont également fréquemment observées. S'ils ne sont pas pris en charge - ou à moins d'avoir pu bénéficier d'une allogreffe de cellules souches hématopoïétiques - les nouveau-nés décèdent en moins d'une année des suites d'infections sévères récurrentes[réf. nécessaire].
Parmi les formes particulières caractérisées de DICS, la plus commune (1 naissance sur 200000) est le déficit immunitaire combiné sévère lié à l'X. On retrouve également le déficit immunitaire combiné sévère par déficit en adénosine désaminase, le déficit en purine nucléoside phosphorylase, le syndrome des lymphocytes dénudés, le déficit de la chaîne alpha du récepteur IL-7, le déficit des gènes d’activation de la recombinase. De nombreux autres cas ont une étiologie, une cause génétique, encore inconnues.

## Classification
L'union internationale des sociétés d'immunologie (IUIS, International Union of Immunological Societies) propose une classification des déficits immunitaires primitifs en 10 groupes, dont le premier concerne les DICS et les déficits immunitaires combinés.
La classification des DICS repose principalement sur l'existence ou non d'une diminution quantitative des lymphocytes B et des lymphocytes NK associée à la diminution ou l'absence des lymphocytes T (constante). A noter que dans les DICS sans diminution des lymphocytes B (dits " LB +"), ces derniers ont généralement un fonctionnement perturbé.

### T- B+ NK-
- Déficit immunitaire combiné sévère lié à l'X: Une grande partie des cas de DICS sont dus à une mutation du gène codant la sous-unité gamma du récepteur aux interleukines. Celle-ci est présente dans les récepteurs de l'IL-2, l'IL-4, l'IL-7, l'IL-9, l'IL-15 et l'IL-21. Ces interleukines et leurs récepteurs sont impliqués dans le développement et la différenciation des lymphocytes T et B. Ainsi une seule mutation sur cette sous-unité gamma provoque un défaut généralisé des signaux Interleukines. La conséquence de cette mutation est une défaillance quasi complète du système immunitaire, avec une absence de lymphocytes T et lymphocytes NK et des lymphocytes B non-fonctionnels.
Le gène qui code cette sous-unité, l'IL-2Rγ (récepteur IL-2 gamma), se situe sur le chromosome X. L'immunodéficience lié à cette mutation est donc "liée à l'X". Cette condition est transmise de façon récessive via le chromosome X.
- Déficit immunitaire combiné sévère par déficit en JAK3 : De transmission autosomique récessive, il implique une janus kinase.

### T- B+ NK+
- Mutation de la chaine alpha du récepteur de l'interleukine 7.

### T- B- NK-
- Déficit immunitaire combiné sévère par déficit en adénosine désaminase

### T- B- NK+
- Déficit immunitaire combiné sévère par déficit en RAG1/2.
- Déficit en DCLRE1C[7]

## Dépistage néonatal
En France, la Haute Autorité de Santé (HAS) recommande depuis 2022 le dépistage néonatal des déficits immunitaires combinés sévères . Ce dépistage repose sur la quantification des TREC (T-Cell Receptor Excision Circle), des fragments d'ADN formés au cours de la recombinaison V(D)J des récepteurs des cellules T (TCR), dont la concentration sanguine est diminuée en cas de DICS ,. L'intérêt est de pouvoir mettre en place les mesures prophylactiques contre les infection opportunistes avant leur survenue et de proposer précocement une allogreffe de cellules souches hématopoïétiques. L'objectif fixé par la HAS est un diagnostic du DICS avant 15 jours de vie.

## Chez le cheval
Cette maladie est présente chez le cheval Arabe, ou issu de croisements avec cette race : elle provoque généralement la mort du poulain en 15 à 45 jours. Un test de dépistage génétique est disponible.